# Ilunga Kafila
Ilunga Kafila, född 1 april 1972, är en friidrottare från Kongo-Kinshasa. Han deltog vid olympiska sommarspelen 1992.